# Malkning med maskine
|  | Denne artikel er oprettet af botten PalnaBot ud fra en ekstern database. Den kan derfor have sproglige fejl eller mangler. Denne skabelon kan fjernes efter kontrol af indholdet. |

Malkning med maskine er en film instrueret af Ernst Møholt.

## Handling
Filmen gennemgår yverets bygning, malkemaskinens funktion, skader ved forkert brug af maskinen under malkningen. Der vises eksempler på malkeintensiteten.